# 18928 Pontremoli
18928 Pontremoli è un asteroide della fascia principale. Scoperto nel 2000, presenta un'orbita caratterizzata da un semiasse maggiore pari a 3,0162801 au e da un'eccentricità di 0,1169750, inclinata di 9,77861° rispetto all'eclittica.
L'asteroide è dedicato all'omonima località italiana.